# Toddington (Gloucestershire)
Toddington – wieś w Anglii, w hrabstwie Gloucestershire, w dystrykcie Tewkesbury. Leży 25 km na północny wschód od miasta Gloucester i 137 km na północny zachód od Londynu.

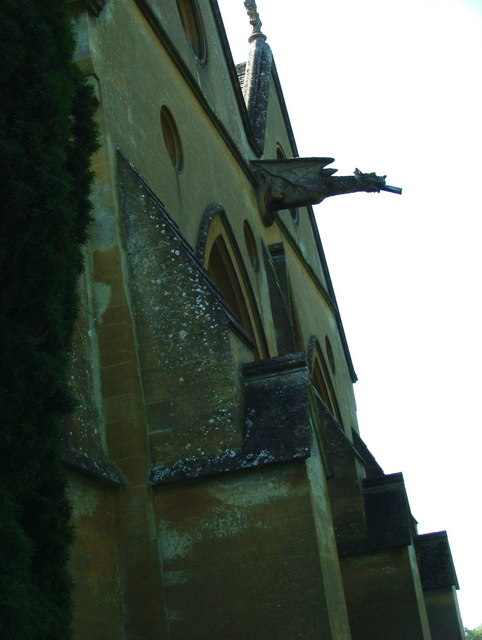
Gargulec. Kościół Andrzeja
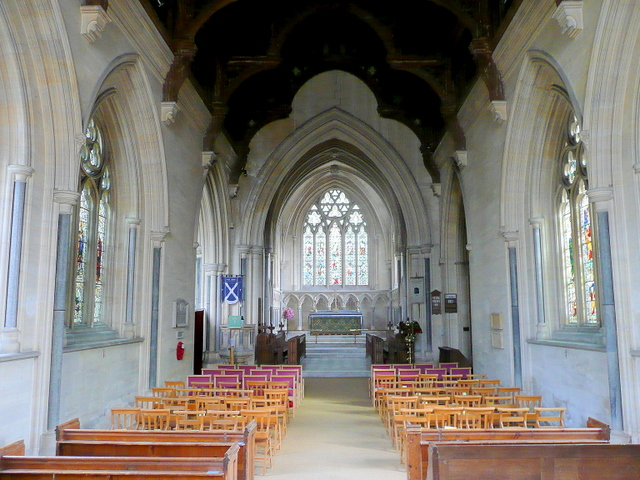
Kościół św. Andrzeja
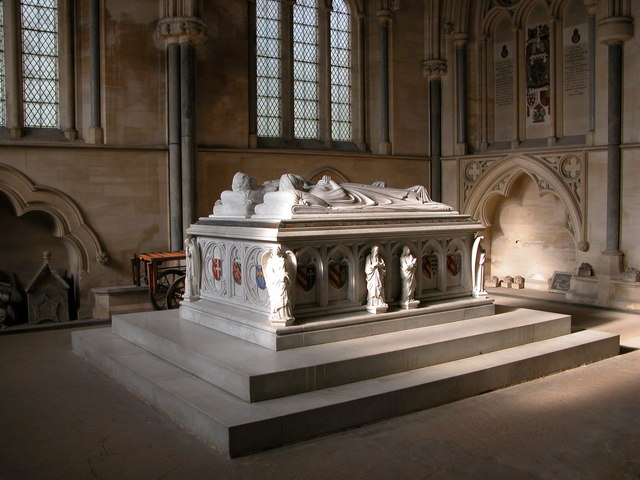
Grób lorda Sudeley
Herb  Sudeley